# Dolomedes submarginalivittatus
Dolomedes submarginalivittatus là một loài nhện trong họ Pisauridae.
Loài này thuộc chi Dolomedes. Dolomedes submarginalivittatus được Embrik Strand miêu tả năm 1907.